# Expedição 2
Expedição 2 foi a segunda expedição à Estação Espacial Internacional, realizada entre março e agosto de 2001. Participaram delas os astronautas Susan Helms e James Voss, dos Estados Unidos, e Yuri Usachev, da Rússia, o comandante da missão, um veterano de três missões na estação espacial russa Mir. 
O segundo grupo de astronautas chegou à ISS em março de 2001, levados pelo ônibus espacial Discovery durante a missão STS-102. O período de quatro meses na ISS foi iniciado oficialmente no dia 18 de março, e o retorno à Terra aconteceu durante a missão STS-105, em agosto de 2001, o tempo total da expedição foi de 163 dias a bordo da ISS e 167 dias no espaço. Durante a estada, a equipe viu o ângulo orbital da estação aumentar e tornaram a ISS auto-suficiente para a habitação humana.

## Tripulação
| Posição             | Tripulante   |              |
| ------------------- | ------------ | ------------ |
| Comandante          | Yuri Usachev | Yuri Usachev |
| Engenheiro de voo 1 | James Voss   | James Voss   |
| Engenheira de voo 2 | Susan Helms  | Susan Helms  |

## Parâmetros da Missão
- Perigeu: 384 Km
- Apogeu: 396 Km
- Inclinação: 51.6º
- Período: 92 min

- Docagem: STS-102; 10 de Março de 2001, 06:38 UTC
- Partida: STS-105; 20 de Agosto de 2001, 14:51 UTC
- Duração: 163 dias, 8 horas e 13 minutos

## Missão
Durante esta expedição, foram enviadas algumas facilidades para a Estação, incluindo um Mecanismo de Pesquisa Humana. O objetivo era realizar experiências que poderiam melhorar a vida na Terra e no espaço. Eles também prepararam o laboratório Destiny para experiências a serem realizadas. Foi dada uma grande ênfase para melhorar a compreensão de como proteger os membros da tripulação à radiação enquanto trabalham e vivem no espaço. Dentre as quais exposição à radiação em doses elevadas durante longos períodos de tempo que podem causar danos humanos e células de câncer ou lesão de sistema nervoso central.
Durante a missão da Expedição 2 ocorreram a visita de quatro ônibus espaciais e uma espaçonave Soyuz: 
- 5A.1 (STS-102, Discovery), em Março
- 6A (STS-100, Endeavour), em Abril
- 4R (Soyuz TM-32), em Abril
- 7A (STS-104, Atlantis, em Julho
- 7A.1 (STS-105, Discovery), em Agosto

## Atividades Extra-Veiculares
A tripulação realizou três AEV. A primeira, para ajudar na instalação da câmara de vácuo, que permite a ligação entre a ISS e as naves que nela acoplam, instalada no módulo Unity, com adaptações para permitir a passagem por ela tanto de trajes espaciais russo quanto americanos. A segunda caminhada foi realizada para unir e instalar tanques de hidrogênio a tanques de nitrogênio, e contou com a utilização do braço robótico Canadarm. A terceira saída serviu para ajudar na instalação de tanques de hidrogênio e nitrogênio por fora das câmaras de pressurização e exercícios de respiração com os dois gases foram realizados.

## Galeria

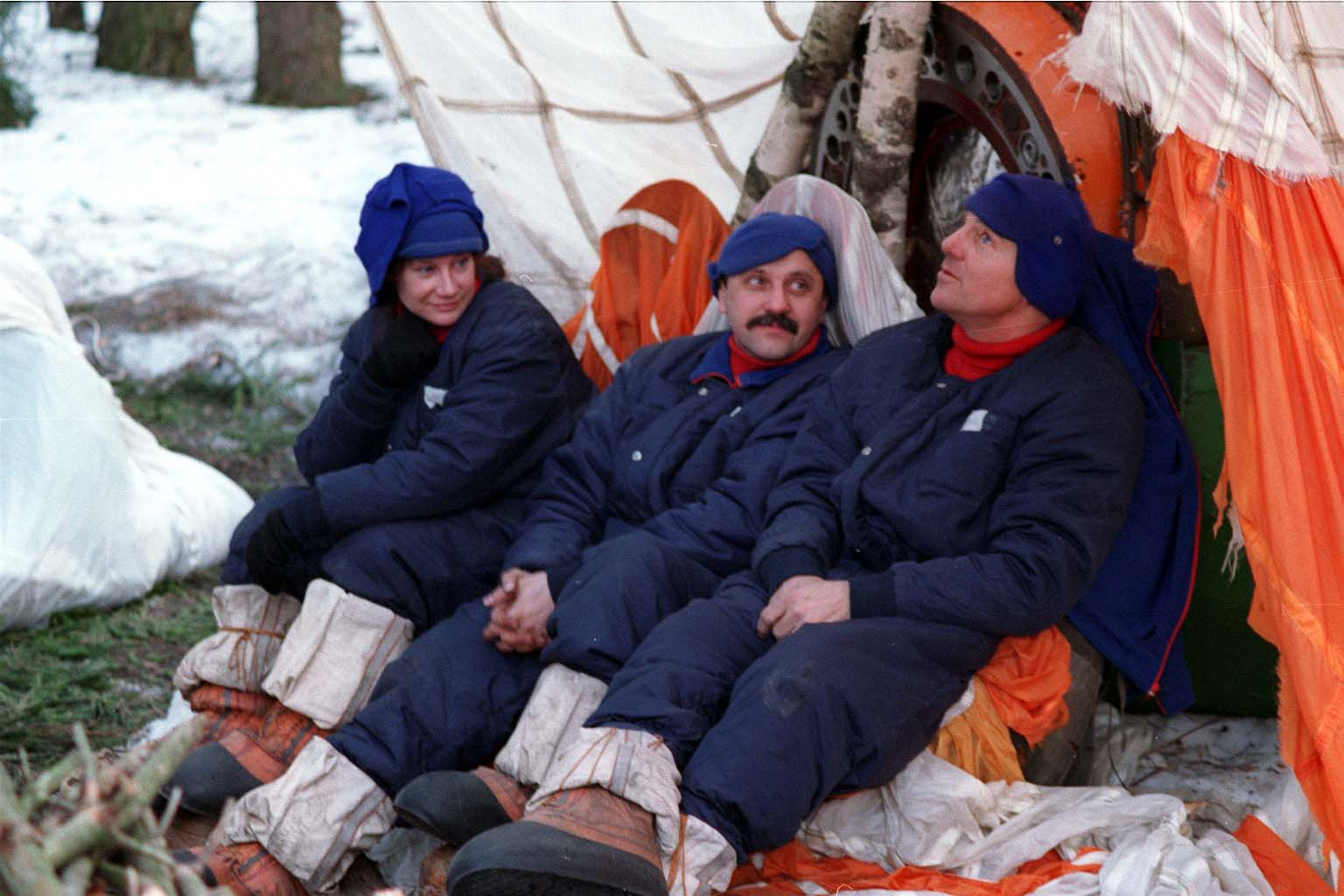
A tripulação em treinamento de sobrevivência, perto da Cidade das Estrelas, antes do início da expedição.
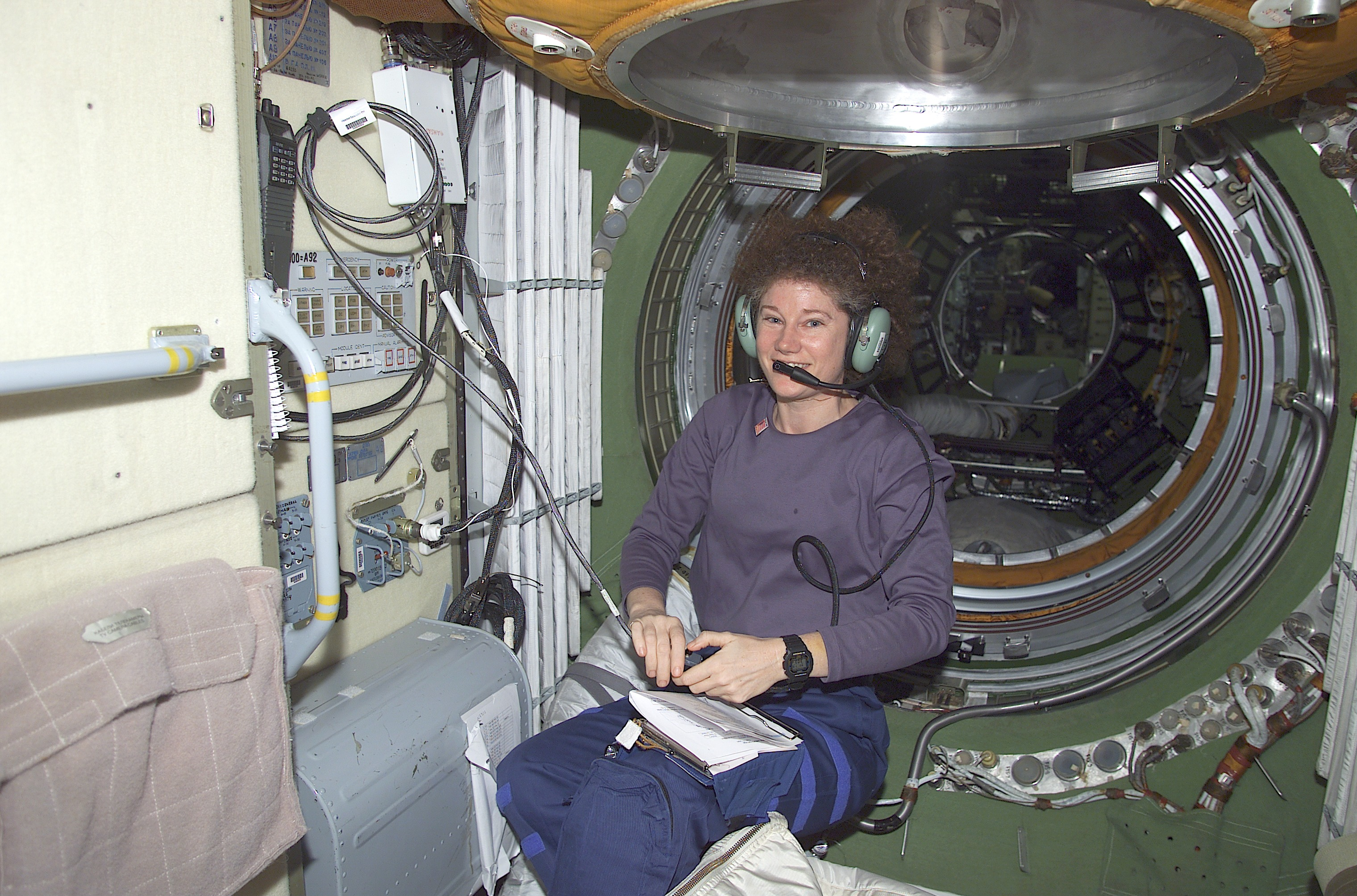
Susan Helms, no módulo Zarya, falando com radioamadores na Terra desde a ISS.
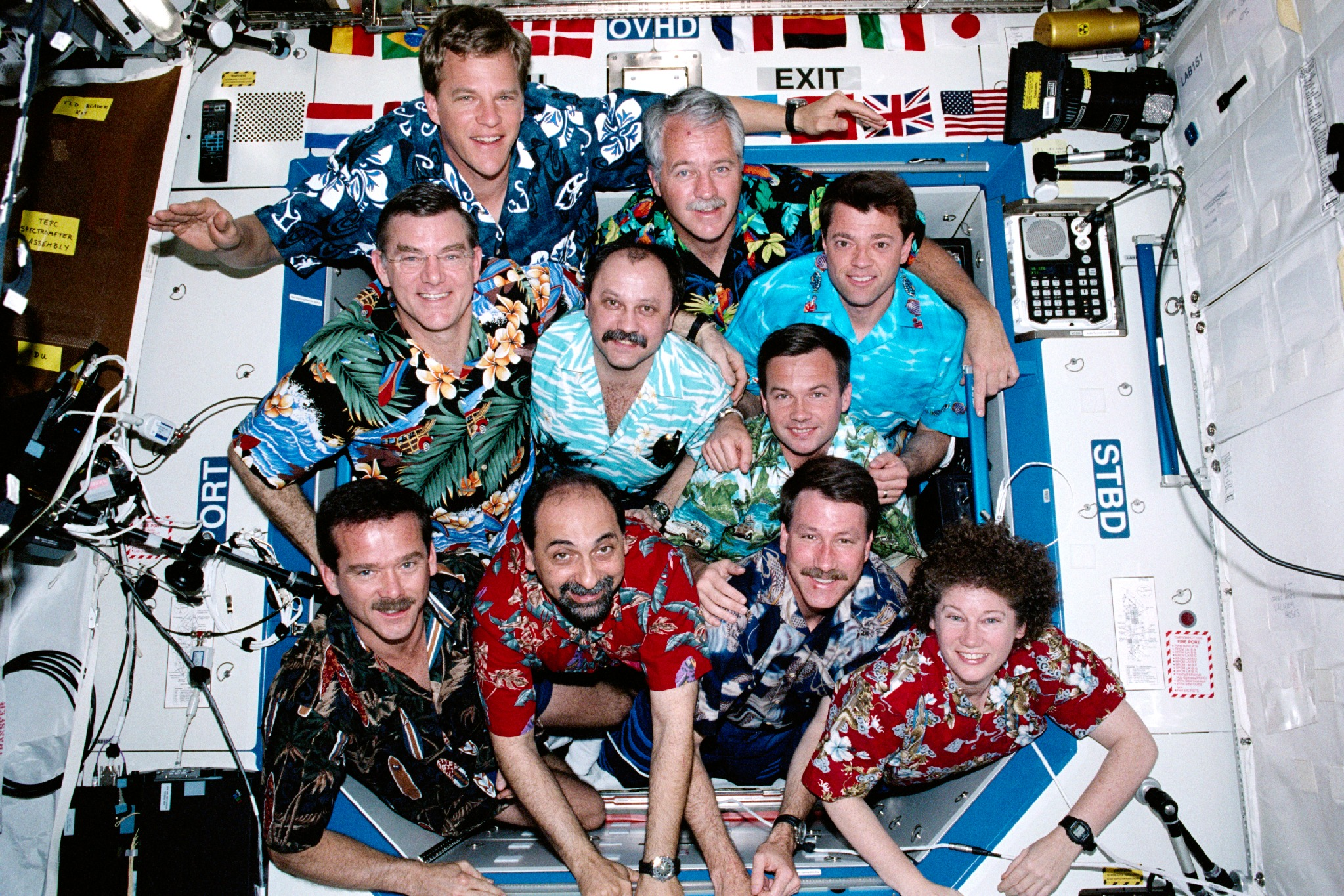
Tripulação da Expedição 2 junto com a tripulação da Endeavour STS-100 durante missão à ISS.
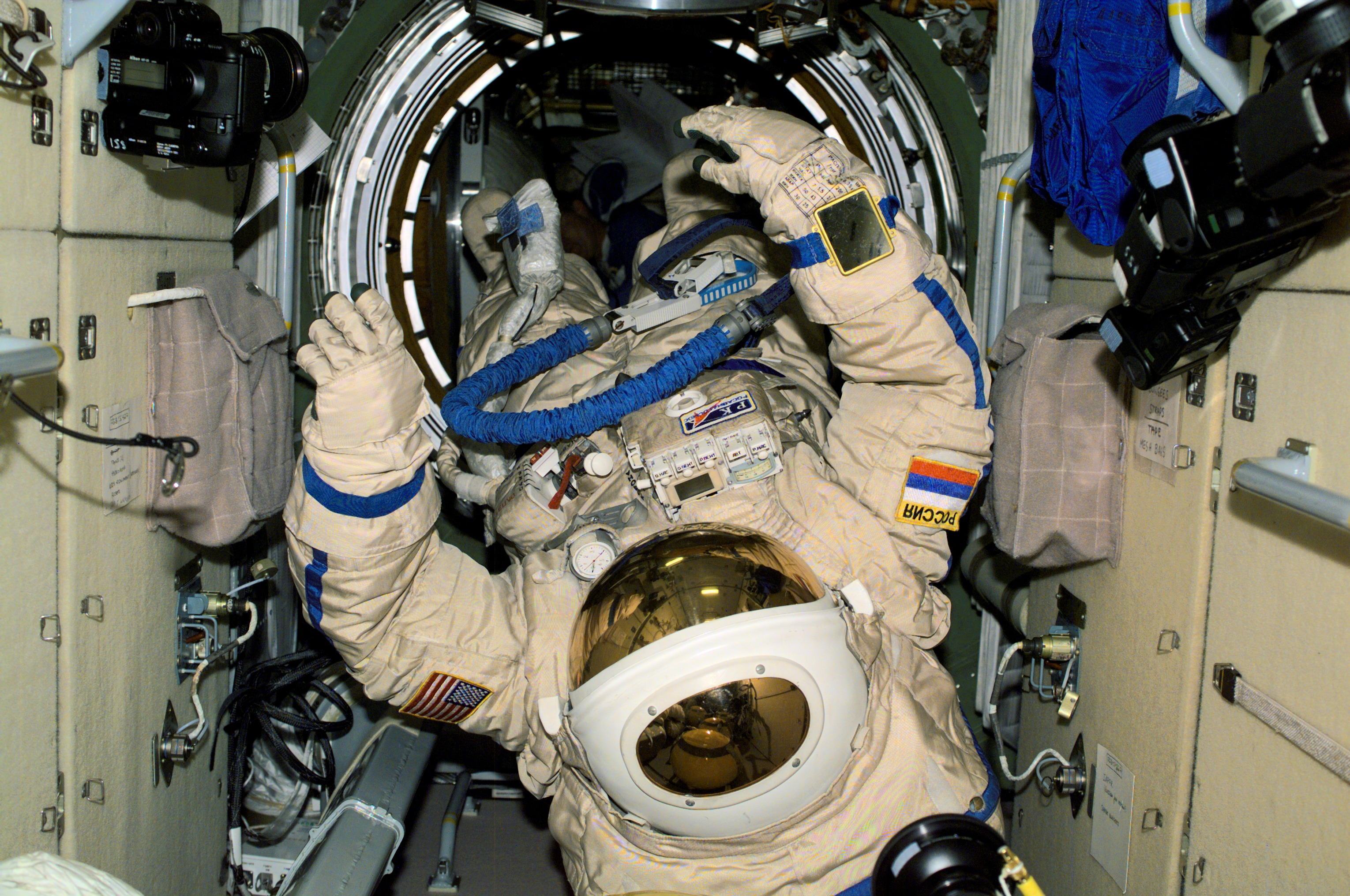
Comandante Yuri Usachev com o traje espacial russo Orlan dentro da ISS.
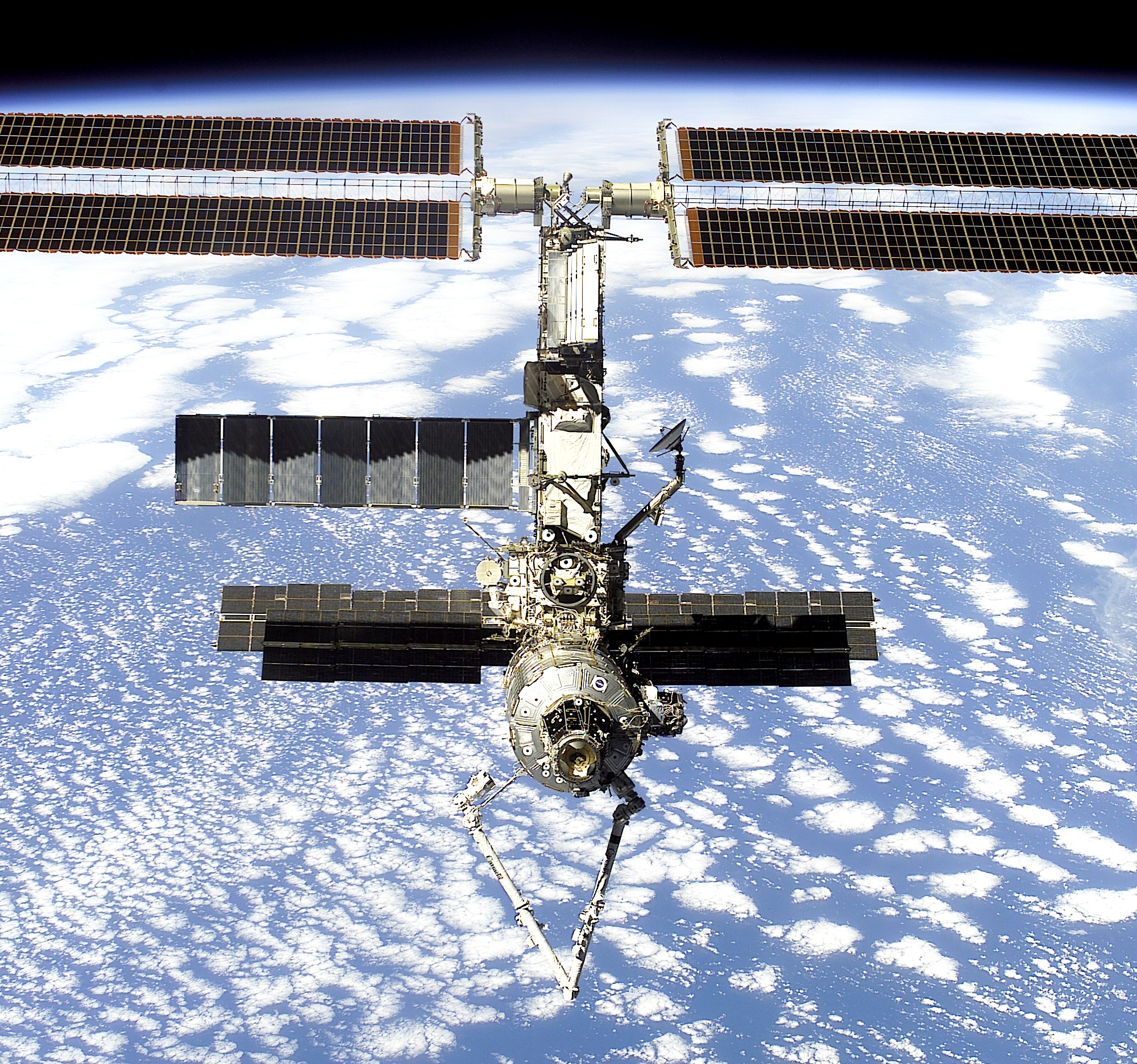
A ISS vista da STS-100 Endeavour após a separação do ônibus espacial.